# Atto di Accordo
L'Atto di Accordo fu approvato dal Parlamento inglese il 25 ottobre 1460, tre settimane dopo che Riccardo, duca di York, era entrato nella Camera del Consiglio e aveva posto la mano sul trono vuoto. Secondo l'Atto, il re Enrico VI d'Inghilterra avrebbe mantenuto la corona a vita ma York e i suoi eredi sarebbero succeduti, escludendo il figlio di Enrico, Edoardo di Westminster. Enrico fu costretto ad accettare l'atto.
Lungi dal porre fine alle Guerre delle due Rose, esso divise ulteriormente il regno, in quanto era inaccettabile per la regina, Margherita d'Angiò, che vide il figlio diseredato, pur mantenendo un gran numero di sostenitori dei Lancaster. Nell'immediato, i Lancaster sconfissero e uccisero il duca di York nel dicembre 1460 (anche se l'atto aveva reso alto tradimento ucciderlo), ma furono a loro volta sconfitti nella primavera del 1461 dal figlio di York, Edoardo, che poi divenne re.
Nello stesso parlamento (il 31 ottobre), York fu nominato principe di Galles e conte di Chester, duca di Cornovaglia e lord protettore d'Inghilterra.